# 玉置浩二 35th ANNIVERSARY CONCERT Special Collections "Arcadia" & "星路 (みち)"
『玉置浩二 35th ANNIVERSARY CONCERT Special Collections "Arcadia" & "星路 (みち)"』(たまきこうじ サーティーフィフス・アニバーサリー・コンサート・スペシャル・コレクションズ″アルカディア″ アンド ″みち″)は玉置浩二のライブ・ビデオ。尚、本作発売の後に発売されたライブ・アルバム『玉置浩二 Concert Tour 2022 故郷楽団 35th ANNIVERSARY 〜星路(みち)〜』についても合わせて記載する。

## 概要
映像作品としては、2021年発売の『billboard classics PREMIUM SYMPHONIC CONCERT 2021『THE EURASIAN RENAISSANCE “КАПЕЛЬ”』LIVE』より約1年8ヶ月ぶりとなる。
安全地帯のデビュー40周年を記念して開催されたライブの様子を収録したライブ・ビデオ『安全地帯 40th ANNIVERSARY CONCERT "Just Keep Going!"Tokyo Garden Theater』との同時発売となっている。
本作には、オーケストラ編成で行ったソロツアー『玉置浩二 35th ANNIVERSARY LEGENDARY SYMPHONIC CONCERT 2022 "Arcadia -理想郷-"』のうち、2022年6月に河口湖ステラシアターにて開催された公演の模様と、バンド編成で行ったソロツアー『玉置浩二 Concert Tour 2022 故郷楽団 35th ANNIVERSARY ～星路（みち）～』のうち、2022年10月に宮城・仙台サンプラザホールにて開催された公演の模様がそれぞれ収録されており、玉置自身としては河口湖ステラシアターでライブを行ったのは約22年ぶりとなった。
本作の発売前の6月には『billboard classics 玉置浩二35th ANNIVERSARY LEGENDARY SYMPHONIC CONCERT 2022 “Arcadia -理想郷-”』河口湖ステラシアター特別追加公演から「カリント工場の煙突の上に」と『玉置浩二 Concert Tour 2022 故郷楽団 35th ANNIVERSARY ～星路(みち)～』仙台公演から「しあわせのランプ」が、公式YouTubeチャンネルにて先行公開がなされたのと同時に、同作品のジャケット写真も公開された。

## 収録曲

### Disc.1
billboard classics　玉置浩二 35th ANNIVERSARY LEGENDARY SYMPHONIC CONCERT 2022“Arcadia -理想郷-” in 河口湖ステラシアター
1. 歓喜の歌
2. カリント工場の煙突の上に
3. CAFE JAPAN
4. 恋の予感
5. aibo
6. メドレー (MR.LONELY～All I Do～サーチライト）
7. Friend
8. 愛だったんだよ
9. 星路 (みち)
10. 行かないで
11. メドレー (ワインレッドの心～じれったい～悲しみにさよなら)
12. JUNK LAND
13. 夏の終りのハーモニー
14. 田園
15. メロディー

### Disc.2
玉置浩二 Concert Tour 2022 故郷楽団 35th ANNIVERSARY 〜星路(みち)〜
1. あこがれ
2. カリント工場の煙突の上に
3. 元気な町
4. STAR
5. いつもどこかで
6. Lion
7. 惑星
8. しあわせのランプ
9. あなたがどこかで
10. 雨
11. 星路 (みち)
12. All I Do
13. MR.LONELY
14. サーチライト
15. CAFE JAPAN
16. JUNK LAND
17. 田園
18. メロディー

## 玉置浩二 Concert Tour 2022 故郷楽団 35th ANNIVERSARY 〜星路(みち)〜
『玉置浩二 Concert Tour 2022 故郷楽団 35th ANNIVERSARY 〜星路(みち)〜』(たまきこうじコンサート・ツアー・2022こきょうがくだん・サーティーフィフス・アニバーサリー〜みち〜)は玉置浩二のライブ・アルバム

### 概要
安全地帯のデビュー40周年記念ライブの音源を収録したライブ・アルバム『安全地帯 40th ANNIVERSARY CONCERT "Just Keep Going!"Tokyo Garden Theater』との同時発売となっている。

### 収録曲

#### CD

##### Disc.1
1. あこがれ
2. カリント工場の煙突の上に
3. 元気な町
4. STAR
5. いつもどこかで
6. Lion
7. 惑星
8. しあわせのランプ
9. あなたがどこかで

###### Disc.2
1. 雨
2. 星路 (みち)
3. All I Do
4. MR.LONELY
5. サーチライト
6. CAFE JAPAN
7. JUNK LAND
8. メンバー紹介
9. 田園
10. メロディー

#### LP

##### Disc.1
SIDE A
1. カリント工場の煙突の上に
2. 元気な町
3. STAR
4. いつもどこかで

SIDE B
1. Lion
2. 惑星
3. しあわせのランプ
4. あなたがどこかで

##### Disc.2
SIDE A
1. 雨
2. 星路 (みち)
3. All I Do
4. MR.LONELY
5. サーチライト

SIDE B
1. CAFE JAPAN
2. JUNK LAND
3. メンバー紹介
4. 田園
5. メロディー